# Hemmersheim
Hemmersheim – miejscowość i gmina w Niemczech, w kraju związkowym Bawaria, w rejencji Środkowa Frankonia, w regionie Westmittelfranken, w powiecie Neustadt an der Aisch-Bad Windsheim, wchodzi w skład wspólnoty administracyjnej Uffenheim. Leży około 35 km na północny zachód od Neustadt an der Aisch, nad rzeką Gollach.

## Dzielnice
W skład gminy wchodzą następujące dzielnice: 
- Hemmersheim
- Gülchsheim
- Lipprichhausen
- Obere Mühle
- Pfahlenheim
- Untere Mühle

## Polityka
Rada gminy składa się z 8 członków:
- Wolna Wspólnota Wyborcza 3 miejsca
- Wolna Wspólnota Wyborcza Pfahlenheim 1 miejsce
- Wolna Wspólnota Wyborcza Gülchsheim 2 miejsca
- Wolna Wspólnota Wyborcza Lipprichhausen 2 miejsca